# Rapportörskommissionen
Rapportörskommissionen var en kommission, tillsatt av Nationernas förbund, som utredde vilken lösning som skulle användas i konflikten mellan Finland och Sverige gällande Ålands statstillhörighet, den så kallade Ålandsfrågan.

## Bakgrund
Under första världskriget väcktes tanken att på nytt återförena Åland med Sverige. Det var främst i det svenska kungahuset samt inom militären, men även bland alla dem som räknades till den svenska aktivismen. I Finland fanns en motsvarande aktivism som strävade efter att Finland skulle bli självständigt från Ryssland. Fram till att Finland blev självständigt 6 december 1917 hade de svenska och finska aktivisterna en gemensam fiende i Ryssland. Finland var en av många nationer som erbjöd svenskarna Åland som betalning för olika typer av tjänster, men Sverige ville inte äventyra sin neutralitet och mottog aldrig Åland som betalning. Däremot understödde svenskarna helhjärtat de åländska separatisterna Ålandsrörelsen i deras strävanden att återföra Åland till Sverige. Svenskarna gjorde även en militäroperationen Ålandsexpeditionen i februari 1918 för återta Åland. Detta misslyckades i och med att tyskarna kom med en egen militärexpedition till Åland några veckor senare. Svenskarnas agerande vid sin militäroperation till Åland försämrade relationerna mellan Sverige och Finland.
Svenskarna arbetade aktivt med att Ålandsfrågan skulle behandlas i fredsförhandlingarna i Paris 1919, men fick inget internationellt stöd för det. Ett år senare i Nationernas Förbund beslöts att tillsätta en juristkommission för att utreda om Ålandsfrågan var en intern finländsk fråga eller internationell. Juristkommissionen kom i september 1920 fram till att Nationernas Förbund skulle besluta i frågan och därför tillsatte Nationernas Förbund Rapportörskommissionen för att utreda frågan.

## Rapportörskommissionen
Den 10 oktober 1920 utsåg Nationernas Förbund den före detta belgiska utrikesministern Eugène Beyens, den schweiziska juristen Felix Calonder och den italienska diplomaten Maggiorino Ferraris (som senare avsade sig uppdraget) att bilda Rapportörskommissionen. Några dagar senare blev USA:s före detta turkiska ambassadör Abram Elkus utsedd att bli den fjärde medlemmen. Eftersom Ferraris hoppade av blev de enbart tre personer i kommissionen.
Den 13 oktober 1920 började kommissionen att träffa olika representanter i Paris. Både den svenska och finska delegationen träffade Beyens och Calonder, men även Ålandsrörelsens representanter August Karlsson och Johannes Eriksson, samt professor Edvard Westermarck som representant för finlandssvenskarna fick ha möte med rapportörerna. 
Den 6 november anlände Beyens och Calonder till Stockholm, där de på kvällen blev inbjudna till middag till svenska kungen Gustaf V. Med på middagen var även den svenska delegationen för Ålandsfrågan före detta statsministern Hjalmar Branting, före detta sjökrigsministern och utrikesministern Erik Palmstierna samt friherre Erik Marks von Würtemberg. 
Den 16 november anlände amerikanen Abram Elkus och rapportörerna påbörjade sitt arbete i Sverige, nu när de var fulltaliga. Rapportörerna träffade förutom den svenska delegationen och Ålandsrörelsens representanter (Johannes Eriksson, Julius Sundblom och Carl Björkman) samt Samuel Clason som visade många historiska dokument, speciellt från i början av 1800-talet. Efter att svenskarna och rapportörerna hade diskuterat olika upplägg och frågeställningar, sammanfattade Palmstierna hur han har uppfattat hur de tre olika rapportörerna såg på hur en lösning skulle kunna se ut:
- Schweizaren Calonder var på svenskarnas linje, det vill säga att man skulle tillåta en folkomröstningen på Åland för att bestämma vilken nation som ålänningarna skulle höra till.
- Amerikanen Elkus var tydligen emot svenskarnas lösning, med andra ord var han för en självstyrelse och att Åland skulle tillhöra Finland.
- Belgaren Beyens var för ett interregnum eller att man delade upp Åland i olika zoner och då att östra Åland skulle vara neutralt [3]

Rapportörerna var i Sverige fram till den 23 november då de påbörjade resan till Åbo med båt över Ålands hav. Väl framme i Finland mötte rapportörerna i tur och ordning president K.J Ståhlberg, statsminister Rafael Erich och utrikesminister Rudolf Holsti  samt flertalet från Ålandskommittén, bland andra Lars Sonck, Bertel Jung och Otto Andersson. Under rapportörernas vistelse i Finland och på Åland ansvarade Ragnar Numelin för deras logi och transporter. 
Rapportörerna reste sedan till Åland med ångbåten S/S Torne den 9 december och började med att träffa Ålandskommitténs representanter på nytt, men denna gång var det de medlemmarna som verkade på Åland. Rapportörerna bjöds på middag av landshövdingen William Isaksson och med på den var även Ålandskommitténs frontfigur på Åland Johannes Holmberg. Rapportörerna träffade de följande dagarna Ålandsrörelsens toppskikt, som visade rapportörerna runt på Åland och besökte Bommarsund och Kastelholms slott och förklarade sin ståndpunkt att Åland borde tillhöra Sverige. Sista dagen den 13 december hade rapportörerna ytterligare ett möte med Johannes Holmberg och andra från Ålandskommittén ombord på S/S Torne. Där framhävde Ålandskommittén sin inställning att Åland skulle vara självstyrt och höra till Finland. När mötet var avslutat avreste rapportörerna tillbaka till Paris och påbörjade sin slutrapport. 
Det kom att dröja till april 1921 innan rapportörernas slutrapport  presenterades för Nationernas Förbunds råd. Rapportörerna hade under resan blivit eniga och förde fram Ålandskommitténs förslag att Åland skall vara självstyrt och höra till Finland. Det blev även på midsommarafton 1921 Nationernas Förbunds råds enhälliga beslut med rösterna 8 mot 0 och därmed var lösningen på Ålandsfrågan avgjord till svenskarnas och Ålandsrörelsens besvikelse. För Finland var det en godkänd kompromiss och en vinst för Ålandskommittén som hade arbetat med självstyrelsen som slutmål sedan våren 1918. 